# Прапор Гданська

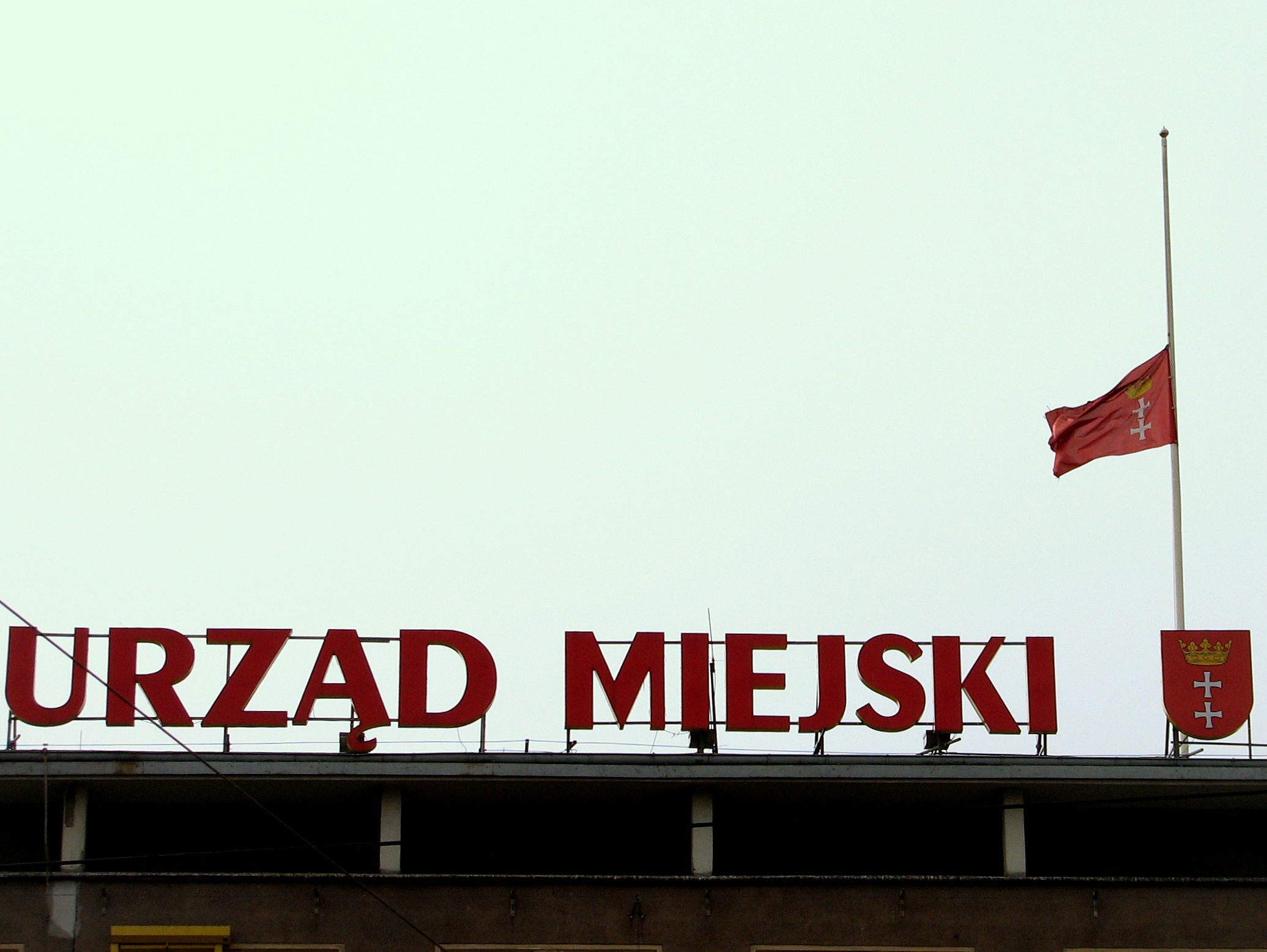
Прапор і герб Гданська розміщені на даху Ратуші. У зв'язку з національною жалобою прапор приспущено

Прапор Гданська - один із міських символів Гданська у вигляді червоного прямокутника із золотою короною, розташованою на ньому, і двома рівнораменними срібними хрестами, розташованими в стовпі під ним (як у візерунку герба). Спільна вісь хрестів і корони розташовані на відстані 1/3 довжини прапора від бічної частини лонжерона. Співвідношення ширини прапора до його довжини становить 5:8 .
Прапор, як і інші символи міста, є власністю міста, тому мер Гданська може заборонити використання прапора суб’єктам, які використовують його неналежним чином.

## Правова база
Чинний, на цей час, зразок міської символіки визначений у статусі міста Гданськ, який закріплено в Резолюції № XL/1226/2001 міської ради Гданська від 25 жовтня 2001 року.
Правила використання прапора викладені в резолюції No XII/390/2003 міської ради Гданська від 28 серпня 2003 року .

### Правила підняття прапора
Відповідно до резолюції, прапор Гданська повинен висіти перед і на сидіннях міської ради Гданська та ратуші Гданська протягом року. Крім того, прапор повинен бути вивішений на інших муніципальних громадських будівлях Гданська з нагоди національних і регіональних урочистостей, свят і ювілеїв .
Прапор також можуть вивішувати інші організації та фізичні особи, не обов’язково пов’язані з Гданськом, в інших місцях, за умови дотримання належної шани та поваги. Мер Гданська може заборонити використання прапора в ситуаціях, коли не підтримується належна честь і повага, а також коли використання прапора завдає шкоди хорошим манерам, престижу чи інтересам міста.

Герб Гданська

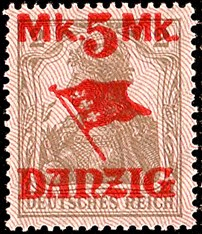
Прапор Вільного міста Данцига на марці Гданська 1920 року

## Символи
Прапор має символіку, перенесену з герба міста. Червоне тло пов’язане з наданням у 1457 році королем Казимиром Ягеллончиком права використання червоного воску владою Гданська. До більш раннього герба додалася королівська корона. З іншого боку, червоний — один із найпопулярніших ганзейських кольорів.
Білі хрести також асоціюються з Ганзейським союзом, а також і з християнством. Переміщення елементів (хреста та корони) у бік лонжерона має практичну функцію. На вітрі матеріал, з якого виготовлено прапор, менше зморщується на держаку, що робить елементи більш помітними.
Однак символіка міста не мала сталого малюнка, тому малюнок хрестів, корон і відтінок фону багато разів змінювалися протягом багатьох років.

## Історія
Перші неофіційні прапори відомі з малюнків кораблів із Гданська. Однак ці малюнки нечіткі, тому деталі невідомі. Відомо, що прапор був червоного кольору з білим елементом, схожим на хрест або хрести, який, однак, настільки невиразний, що його форму неможливо визначити.
В описі Грюнвальдської битви Яна Длугоша є відомості про прапор гданського війська, на якому були два білі прямокутні хрести, розташовані на держаку.
У 1457 році польський король Казимир Ягеллончик надав новий герб і новий прапор. До наявних двох хрестів додано корону. Колір фону виправлено на червоний. Крім того, прапор подовжили, так що замість вертикального став горизонтальним.
У період вільного міста Данциг (1807—1814 та 1920—1939) прапор міста використовувався як державний. У порівнянні з сучасним, прапор вільного міста Данцига 1920-1939 років мав інший відтінок, а корону частково прикривав хрест. Прапор вільного міста Данцига мав співвідношення 2:3 (нині 5:8).
У післявоєнний час прапор практично не використовувався до 1989 року. Перший післявоєнний прапор, який є неофіційним, був створений у 1991 році. Прапор не мав регламенту, на ньому зображувалися предмети герба. Вертикальна вісь елементів була на осі прапора. Перше післявоєнне регулювання прапора відбулося в постанові міської ради Гданська № XXXVIII/432/96 від 1 серпня 1996 року. Ця постанова втратила чинність у зв’язку зі змінами в статуті.

Нинішній прапор вказано в статуті міста, прийнятому у 2001 році. Дизайн прапора, однак, залишився незмінним.

Прапор Гданська з Грюнвальда
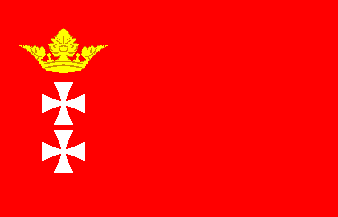
Прапор вільного міста Данциг (1807-1814)
Прапор вільного міста Данциг (1920-1939)
Прапор Гданська (1991-1996)
Прапор Сенату вільного міста Данціг (1920-1939)
Прапор поліції Данцігу (1937-1939)
Прапор Самооборони СС «Данциг» (1939-1940)